# Chiesa delle Alcantarine
La chiesa di Santa Maria della Provvidenza, meglio nota come delle Alcantarine dalle suore che occupavano l'attiguo monastero oggi demolito, è una chiesa del borgo antico di Lecce. Venne realizzata nei primi anni del Settecento dall'architetto Giuseppe Cino. In seguito, nel 1724, per volontà del committente Giuseppe Angrisani, barone di Torchiarolo, il progetto fu modificato e seguito dall'architetto Mauro Manieri.

## Facciata
La chiesa è una delle architetture religiose più semplici della città.
La sua facciata, formata da tre ordini sovrapposti, presenta elementi decorativi formalmente semplici. Nella parte inferiore, la superficie è scandita dall'alternanza di paraste doppie, con il fusto in parte scanalato e in parte liscio, e da nicchie che ospitano le statue in pietra leccese di san Raffaele Arcangelo, sant'Antonio da Padova, san Francesco d'Assisi e san Michele Arcangelo. L'unico portale, posto al centro, è inquadrato da una poco decorata cornice, su cui si imposta un timpano dal profilo mistilineo.
Il secondo ordine, al di sopra della trabeazione, raccordato da volute doppie e pigne angolari, è caratterizzato da un finestrone centrale e da due nicchie che accolgono le sculture di san Pietro d'Alcantara a sinistra e san Pasquale Baylon a destra. Il timpano curvilineo, in corrispondenza della finestra, è ulteriormente inquadrato da un fastigio raccordato da altre due pigne angolari e da sottili volute e da uno svettante frontone classico.

## Interno
L'interno, ad una navata ad aula rettangolare scandita da tre cappelle per lato, presenta una copertura a volta carenata adorna di una leggera decorazione a stucco. Di particolare interesse è l'ottocentesco pavimento policromo a mattoni smaltati. Sugli archi delle cappelle si aprono le grate dei coretti dai quali le clustrali seguivano le celebrazioni delle funzioni.
La fabbrica degli altari è estremamente semplice ed essenziale; fra questi si distinguono rispettivamente il primo a destra e il primo a sinistra con le tele settecentesche della Crocifissione e santi e della Vergine col Bambino.
Nel presbiterio a terminazione piatta, occupato da un ottocentesco altare maggiore, è possibile ammirare la tela dell'Adorazione dei pastori, opera di Diego Bianchi (1683-1767) e due statue laterali di santi attribuibili a Mauro Manieri.
Sul tamburo della porta, notevole è l'ovale dell'Annunciazione della Vergine attribuita a Oronzo Tiso.
Tra le opere scultoree in cartapesta si segnalano la Madonna delle Grazie o della Provvidenza, nota anche come Madonna delle ciliegie, il Sant'Antonio Abate di Antonio Maccagnani e un San Pietro a mezzo busto.